# Sophie Bourel
Sophie Bourel est une actrice française née à Hazebrouck en 1962.

## Biographie
Née en 1962 à Hazebrouck, Sophie Bourel grandit à Merville. Formée à l'École nationale supérieure d’art dramatique de Montpellier, elle crée en 1989 sa compagnie de théâtre, La Minutieuse.
En 1995, elle est remarquée pour son rôle d'Eurydice dans Suréna de Corneille au Théâtre de la Commune,. Elle est nommée aux Lutins du court métrage 1998 pour son rôle dans La Prière de l'écolier de Jean-Julien Chevrier.
Elle tient le rôle principal de Phèdre de Racine au Théâtre des carrières, aux Taillades, pendant le festival Off d'Avignon en 1999 puis au Théâtre 14 en septembre et octobre 2000. En 2000, elle joue Laura aux côtés de Catherine Rich dans La Ménagerie de verre de Tennessee Williams, mise en scène par Christophe Thiry, au théâtre Le Colibri pendant le festival d'Avignon, puis en tournée en 2001. On la retrouve dans le rôle d'Elvire de Don Juan de Molière, du même metteur en scène, dans le même théâtre à Avignon en 2001 et au Café de la Danse en 2002. En 2006, elle joue Hermione dans Une autre Andromaque de Marie-Claude Morland, au Lucernaire.
Elle intervient à plusieurs reprises à la Maison de la Poésie à Paris pour des lectures, par exemple en 2016 pour interpréter des textes inédits de Marguerite Duras conservés à l'IMEC, des textes d'Asli Erdogan contre Recep Tayyip Erdogan ou en 2018 pour des textes d'Alain Borer. Elle propose aussi plusieurs lectures d'Édouard Glissant,, en particulier une déclamation du poème Les Indes à la Maison de la Poésie à Paris en 2015.
Elle tient le premier rôle féminin dans Bleu Pâlebourg, l'adaptation au cinéma par Jean-Denis Bonan, sortie en 2019, du roman Ulla ou l'effacement d'Andréas Becker. En 2023, elle lit des extraits de L'Événement d'Annie Ernaux au musée Carnavalet, pendant les nuits de la lecture. Elle joue dans le podcast Femmes de ring diffusé sur RFI,.
En 2024, elle interprète trois sportives, Suzanne Lenglen, Simonne Mathieu et Virginie Hériot, dans un spectacle intitulé « La flamme aux femmes » joué à la Cité internationale de la langue française de Villers-Cotterêts.
Elle est membre de la commission « Tunnel de la comédienne de 50 ans » à l'AAFA, Actrices Acteurs de France Associés,, qui vise à remédier contre la non représentation des femmes de plus de 50 ans au cinéma.

### DispositifMots écrits
Sophie Bourel crée en 2014 le dispositif Mots écrits qui consiste à créer de façon collaborative, à partir d'archives, une performance de spectacle vivant. Elle le met en œuvre en 2014 à Magdebourg et à Marcq-en-Barœul, puis à Brest en 2015 à propos de la première Guerre mondiale, et en 2017 au Pavillon Carré de Baudouin sur des archives relatives à l'histoire du quartier des Amandiers à Paris. Elle décline ensuite le concept sur des archives liées à l'histoire des femmes, en 2019 à l'Espace des femmes sur les violences faites aux femmes, ou en 2021 à propos de l'histoire de femmes cyclistes de la Belle Époque.

## Rôles

### Théâtre
- 1995 : Eurydice dans Suréna de Corneille au Théâtre de la Commune,
- 1999 : Phèdre de Racine au au Festival Off d'Avignon (Théâtre des carrières), puis au Théâtre 14 en 2000
- 2000 : La Ménagerie de verre de Tennessee Williams au Festival Off d'Avignon (Le Colibri)
- 2001 : Elvire dans Don Juan de Molière au Festival Off d'Avignon (Attrape Théâtre), puis au Café de la Danse en 2022
- 2006 : Hermione dans Une autre Andromaque de Marie-Claude Morland, au Lucernaire

### Cinéma
- 2018 : Ulla dans Bleu Pâlebourg de Jean-Denis Bonan

### Télévision
- 2009 : Madame Kessel dans La Liste